# Amphibia (animatieserie)
Amphibia is een Amerikaanse animatieserie gecreëerd door Matt Braly. In de Verenigde Staten ging de serie in première op 17 juni 2019 op Disney Channel. De laatste aflevering was op 14 mei 2022. In Nederland wordt de reeks uitgezonden sinds 2 september 2019 en in Vlaanderen sinds 21 oktober 2019.
Op 15 mei 2019, een maand voor de serie in première ging, werd de serie vernieuwd voor een tweede seizoen die op 11 juli 2020 in première ging. De serie werd ook voor een derde seizoen vernieuwd voor de première van het tweede seizoen.
Amphibia gaat over de komische avonturen van de 13-jarige Anne Boonchuy die, nadat ze een mysterieuze muziekdoos gestolen heeft, op magische wijze naar de wereld van Amphibia getransporteerd wordt, een wild moerasgebied vol pratende kikkermensen. Met de hulp van een enthousiaste jonge kikker genaamd Sprig, verandert Anne van een monster in een heldin en maakt ze voor eerst van haar leven kennis met echte vriendschap.

## Verhaal
Let op: De beschrijving bevat een uitgebreide samenvatting van seizoen 1 en 2 inclusief spoilers!
De serie draait rond de 13-jarige Anne Boonchuy die door het aandringen van haar twee vriendinnen, Sasha en Marcy, op haar verjaardag een mysterieuze muziekdoos steelt uit een kringloopwinkel. Wanneer Anne de doos opent, schieten uit de doos diverse kleuren, en worden ze alle drie (Anne, Sasha, Marcy) de doos ingezogen en getransporteerd naar een andere wereld die wordt bewoond door diverse amfibieën. Anne, Sasha en Marcy belanden ieder in een apart en ander deel van die wereld. Anne in de kikkervallei met de kikkers, Sasha bij padden en Marcy tussen de salamanders.
Anne wordt gevonden door de 10-jarige Sprig, die is weggelopen om zijn opa te bewijzen dat hij verantwoordelijk is en op jacht is om een monster te vangen, niet wetende dat Anne het monster is waar het dorp naar op zoek is. Sprig is een enthousiaste en vriendelijke jonge roze kikker die met zijn jongere zusje, Polly, bij zijn opa (Hop-Pop) inwoont. Anne wil graag haar vriendinnen terug vinden en terug naar huis. Hopediah (Hop-Pop) laat haar weten dat dit de komende drie maanden onmogelijk is doordat de vallei waar de kikkers wonen wordt omringd door bergen die op dat moment zijn ondergesneeuwd. Het is dus te gevaarlijk en onmogelijk de vallei uit te reizen en Anne zit voor zeker drie maanden vast tussen de kikkers.
Sprig stelt voor dat ze tot die tijd bij zijn familie kan wonen en Anne trekt in bij de Plantar familie. Hier wordt ze al gauw beste vrienden met Sprig. Anne wordt ook zijn eerste vriend. Samen beleven ze vele avonturen en komen veelal in de problemen door de korte attentiespan en avontuurlijkheid van Sprig of door Anne's brutaalheid en uitdagen. Anne leert hierdoor wat echte vriendschap is en beseft dat haar vriendschap met Sasha en Marcy misschien niet zo vriendschappelijk was als ze dacht. In de rest van het eerste seizoen beleeft ze vooral avonturen met Sprig in en rond het dorp en de bossen daarbuiten. De Plantar familie beschouwt haar als ere-familielid en zij beschouwt de Plantars ook als haar familie en werkt mee op de boerderij en achter de marktkraam van Hop-Pop, waar ze groenten verkoopt en diverse klusjes doet, zowel vrijwillige als verplichte taken. 
Het vertrouwen groeit zo dat ze na een kampeertrip deelt hoe ze in Amphibia terecht kwam en laat de geheimzinnige muziekdoos zien. Hop-Pop claimt niet te weten wat de doos is en dat hij dit nooit gezien heeft. Maar in het geheim onderzoekt hij de doos en vindt in een oud boek dat deze gevaarlijk is. Hij deelt deze informatie echter niet met Anne en Sprig. Later overtuigt hij Anne ervan dat hij contacten heeft die de muziekdoos kunnen onderzoeken om er achter te komen hoe deze werkt en haar naar huis kan brengen. Zij vertrouwt hem de doos toe om te laten onderzoeken, maar hij begraaft deze in het geheim in zijn achtertuin.
De kikkers van het dorp moeten erg wennen aan Anne en zijn in het begin erg bang voor haar. Ze beschouwen haar als een monster en behandelen haar ook zo. Later verdient ze het respect van de inwoners wanneer zij het dorp beschermt tegen de belastinginners van de paddentoren. De kikkers beginnen haar steeds meer te respecteren en wennen aan haar. Na drie maanden wordt ze zelf benoemd tot Kikker van het jaar en geven ze een feest ter ere van Anne.
Dit feest wordt onderbroken als de padden terugkomen. Echter vallen ze de kikkers niet aan, maar nodigen ze uit voor een feest in de paddentoren. Een van de leiders van de padden blijkt Anne's vriendin Sasha te zijn en de twee worden weer herenigd. Sasha begon als gevangene van de paddenleider, kapitein Grime, maar nadat ze hem redde van een reiger en leerde hoe hij respect van zijn troepen kan winnen werd ze benoemd tot zijn admiraal en vertrouweling. Sprig probeert haar ook te bevrienden, maar wordt bot door Sasha afgewezen. 
In de paddentoren vertelt Sasha aan Anne dat het feest voor de kikkers een val is en probeert Anne over te halen zich bij de padden aan te sluiten. Ze vertelt dat Hop-Pop door zijn acties in eerdere afleveringen in alle andere kikkerdorpen in de vallei wordt gezien als een revolutionaire held die het opneemt tegen de tirannie van de padden. Hierdoor zijn alle andere kikkerdorpen in de vallei massaal in opstand gekomen. De padden willen Hop-Pop executeren voor de ogen van zijn dorpsgenoten in de hoop de opstand de kop in te drukken. Hop-Pop en zijn dorpsgenoten weten echter van niets van zijn status als revolutionaire opstandeling. 
Sprig, die in een ander gedeelte van de toren is op dat moment, komt ook achter het plan en waarschuwt de andere kikkers in de feestzaal en zorgt zo voor een opstand onder de kikkers. Anne en Sprig proberen zichzelf en de kikkers te redden en te vluchten, maar lopen in de val en worden naar het dak van de toren gedreven. Op het dak van de toren komt Anne voor het eerst van haar leven in opstand tegen Sasha en eist dat ze de kikkers en Hop-Pop laat gaan, maar Sasha is hier echter niet van gediend. Sasha dwingt Anne om naar haar te luisteren en niet in opstand te komen. Anne, die niet anders gewend is dan te doen wat Sasha zegt, luistert en laat haar zwaard vallen. Sprig ziet dit en komt wél in opstand tegen Sasha. Tot de schrik van Anne, de andere kikkers en de padden bekogelt hij haar met modder en maakt haar uit voor een pestkop en manipulator. Sasha ontspringt in woede en probeert Sprig te vermoorden maar wordt gestopt door Anne die door de woorden van Sprig eindelijk de moed heeft gekregen voor zichzelf op te komen. Tijdens het gevecht gaan de bommen die eerder door Wally zijn geplaatst af en de toren stort in. De kikkers en padden vluchten terwijl Anne probeert Sasha te redden die aan de rand hangt. Anne kan haar echter niet houden, ook niet wanneer de Plantars haar omhoog proberen te trekken. Sasha besluit dat Anne beter af is zonder haar en laat zich vervolgens vrijwillig los en valt naar beneden. Voordat ze ter pletter slaat wordt zij gered door Kapitein Grime en verdwijnen ze het bos in.
Nadat de kikkers terug komen in het dorp besluiten de Plantars om af te reizen naar Newtopia, de hoofdstad van Amphibia. De stad wordt bewoond door watersalamanders, die veelal hoogopgeleid zijn, en de koning van Amphibia. Hop-Pop is van mening dat als er personen zijn die Anne kunnen helpen, dat zij dat zijn. De sneeuw rondom de vallei is verdwenen en hierdoor kunnen ze buiten de vallei reizen.    
Hop-Pop koopt een tweedehands familiewagen waarmee ze de vallei uit reizen en terecht komen in meerdere dorpen en steden waar de familie in diverse moeilijkheden en gevaren belandt.    
Na twee weken bereiken ze Newtopia. Anne is van streek dat ze na twee weken reizen nog niets heeft vernomen van haar andere vriendin, Marcy. Newtopia blijkt echter op slot te zitten omdat de stad belaagd wordt door reusachtige mieren. De Plantars worden ook aangevallen door de mieren maar op tijd gered door een mysterieuze soldaat. Deze soldaat blijkt Marcy te zijn die in Newtopia terecht is gekomen en een ere-commandant in het leger is geworden. Zij heeft de taak gekregen om van de mieren af te komen. Anne is zeer verheugd om Marcy terug te zien maar maakt zich zorgen omdat Marcy de reputatie heeft erg onhandig te zijn en de situatie erg gevaarlijk is. Sprig aan de andere kant vertrouwt Marcy niet na zijn eerdere aanvaringen met Sasha. Anne en de Plantars besluiten Marcy te helpen om van de mieren af te komen. Anne is erg voorzichtig met Marcy en maakt zich constant zorgen over haar klunzigheid, tot irritatie van Marcy. Omdat Sprig constant Marcy in de gaten zit te houden en niet oplet wordt hij gegrepen door de mierenkoningin en opgegeten. Marcy aarzelt niet en redt hem met gevaar voor eigen leven. Ze wint hierdoor zijn volledige vertrouwen bewijst Anne dat ze prima voor zichzelf kan zorgen in deze wereld.    
Marcy neemt de familie vervolgens mee naar de koning van Amphibia, een vrolijke, reusachtige watersalamander die van koninklijke etiquette niets moet weten. De Plantars en Anne krijgen een luxe suite in een hotel terwijl hij en Marcy proberen uit te zoeken waar de muziekdoos vandaan komt en hoe deze ze weer naar huis kan brengen. Ze komen erachter dat het een transportatiemiddel is die gebruikt werd door de voorvaderen van de koning om naar andere werelden te reizen voor vredesmissies. Om de doos te gebruiken moeten de drie juwelen op de doos worden opgeladen, ieder in een eigen tempel ergens in Amphibia. De koning en Marcy overtuigen Anne dat de Plantars niet meer nodig zijn en dat ze weer naar huis kunnen en Anne in Newtopia kan blijven. Marcy bedenkt zich echter wanneer ze ziet hoeveel verdriet Anne heeft van het afscheid van de Planters, en ze gaat mee terug om de muziekdoos op te halen.     
Wanneer Anne en de plantars terug zijn ontvangen ze een brief van Marcy dat ze zich moeten klaarmaken voor de eerste tempel en de muziekdoos moeten meenemen. Wanneer Anne ontdekt dat Hop Pop de muziekdoos heeft ingegraven in de tuin en deze vervolgens is kwijtgeraakt vertrouwt ze hem niet meer en verlaat de plantars. Dan ontdekken Sprig en Polly de muziekdoos en gaan ze Anne zoeken. Wanneer ze haar gevonden hebben legt Hop Pop uit dat hij de muziekdoos had ingegraven omdat hij had gelezen dat het een veel te gevaarlijk object was en hij bang was zijn laatste familieleden te verliezen. Anne vergeeft Hop Pop, maar het duurt een tijd tot ze hem weer kan vertrouwen.    
De volgende dag vertrekken Anne, Marcy en de Plantars naar de eerste tempel, die draait om kennis. Marcy slaagt voor de test en kan de Groene edelsteen opladen. Een paar dagen later vertrekt de groep naar de tweede tempel waar ze een mysterieuze salamander genaamd Valleriana tegenkomen. Zij beweert te weten waar de tempel ligt en neemt ze mee door een besneeuwde berg. Onderweg komen ze allerlei uitdagingen tegen die achteraf een test blijken te zijn, waar Anne voor slaagt zodat ze de blauwe edelsteen kan opladen. Echter maakt ze daarbij net te veel haast en neemt de steen mee terwijl hij nog niet volledig opgeladen is. Zodra het gezelschap de derde tempel bereikt Komen ze daar Sasha en Grime tegen die beweren dat ze hen willen helpen de laatste edelsteen op te laden. Anne en Sasha krijgen de kans om te praten en Sasha overtuigt Anne er van dat ze is veranderd. Anne weet ook Sasha aan te moedigen om tegen het monster van de tempel te vechten en hem te verslaan, zodat de derde en laatste edelsteen kan worden opgeladen.    
Het gezelschap zegt Wartwood vaarwel en vertrekt naar Newtopia. Eenmaal bij koning Andrias aangekomen steelt Sasha de doos en bekent dat zij met een paddenleger Newtopia wil innemen. Ze beveelt de padden om Anne en de rest op te sluiten terwijl Grime de wachters onder de duim krijgt door de koning te gijzelen. Anne en de rest weten aan de padden te ontkomen en sluiten de poort van Newtopia voordat de rest van het paddenleger arriveert. Anne weet Sasha te verslaan in een zwaardgevecht terwijl Sprig Grime weet uit te schakelen. Koning Andrias wordt ook bevrijd en neemt de muziekdoos van Anne aan.    
Dan onthult hij dat zijn voorouders vroeger een groot en machtig rijk bezaten en met de kracht van de muziekdoos over het hele rijk en ook andere werelden heersten. Hij laat Anne en haar vriendinnen niet naar huis terugkeren omdat hij een invasie op hun wereld gepland heeft. Hij plaatst de muziekdoos op een tafel in het kasteel waardoor het kasteel gevoed wordt met de kracht van de doos en opstijgt. Iedereen maakt zich klaar om te vechten tot Marcy er tussen springt. Andrias onthult dat hij haar heeft voorgelogen en dat Marcy met opzet Sasha en Anne naar Amphibia heeft gebracht. Daarna barst het gevecht los.    
Uiteindelijk dreigt Andrias Sprig uit het raam te gooien als ze de doos niet teruggeven. Anne besluit de doos terug te geven en vraagt Andrias Sprig neer te zetten. Hij weigert dit en laat Sprig uit het raam vallen. Anne valt op haar knieën en al haar herinneringen aan Sprig flitsen in gedachten voorbij. Dan gloeien haar ogen blauw, en met het beetje energie dat ze niet in de tweede edelsteen had gestopt trekt ze de energie terug uit de steen, die haar lichaam absorbeert. Marcy gebruikt de afleiding om uit het raam te springen en fluit Joe Sperrow naar haar toe om de vallende Sprig op te vangen. Anne gloeit blauw op, staat op en vliegt de lucht in en verslaat koning Andrias. De blauwe gloed verdwijnt en ze zakt in elkaar. Marcy opent het portaal naar huis  en stuurt de Plantars en Anne er doorheen, maar wordt daarbij neergestoken door Andrias. Ze biedt haar excuses aan voor alles wat ze heeft gedaan en valt dan flauw waarop het portaal sluit en Anne en de Plantars vast komen te zitten in Los Angeles.    

## Personages

### Hoofdpersonages
- Anne Boonchuy: is een 13-jarig Amerikaans meisje van Thaise afkomst die, na een mysterieuze muziekdoos te stelen, in Amphibia terecht komt waar ze zich moet zien aan te passen aan een wereld vol kikkers. Ze is eerst erg egoïstisch en koppig en mist haar vriendinnen maar leert door haar vriendschap met Sprig te beseffen dat deze misschien erg manipulatief waren en dat zij zich heeft laten gebruiken. Ze leert in Amphibia tot zichzelf te komen en wat warw vriendschap betekent. Hoewel ze eerst moeite heeft zich aan te passen aan de vreemde gewoonten wint ze uiteindelijk het respect van de andere kikkers, die haar eerst als een monster zagen.
- Sprig Plantar: is een 10-jarige kikker die Anne voor het eerst vertrouwt en haar beste vriend wordt. Hij staat bekend om zijn vriendelijkheid, betrouwbaarheid, eerlijkheid en loyaliteit. Hij is avontuurlijk en laat hij zich vaak overhalen door Anne om gevaarlijke dingen te doen. Hij heeft ADHD, is goed in het schieten met zijn katapult en speelt graag op zijn viool waarbij hij eigen geschreven nummers zingt.
- Hop Pop (Hopediah Plantar): is de 68-jarige bezorgde grootvader van Sprig en Polly. Hij is een hardwerkende landbouwer die als eerste van het dorp Anne opvangt ondanks dat hij erg gesteld is op tradities en gewoontes. later leert hij dankzij Anne verandering te omarmen en beschouwt haar als familie.
- Polly Plantar: is de jonge zus van Sprig. Ze is een 5-jarig kikkervisje die zwemt in een emmer die ze zelf overal mee ronddraagt. Ondanks haar jonge leeftijd en kleine gestalte is ze erg moedig en gaat iedere uitdaging aan. Ze is gek op wapens en vechten.

### Nevenpersonages

#### Inwoners van Wartwood
- Burgemeester Paddenstoel (Engels: Mayor Toadstool): Hij is de corrupte en arrogante burgemeester van het dorp.
- Padje (Engels: Toadie): Hij is een kleine pad en de loyale assistent van de burgemeester.
- Bessie: Ze is de grote slak van Hop Pop en dient als vervoermiddel.
- Buck Leatherleaf: Hij is de sheriff van het dorp.
- Wally: Hij is de zwerver van het dorp en speelt met een accordeon die eruitziet als een rups. Hij kan maar door één oog kijken en zijn slechte oog zit dus dicht. Hier heeft hij zijn bijnaam 'Een-oog Wally' aan te danken. Hij wordt door de andere bewoners als de dorpsgek gezien door zijn vreemde verhalen en rare manieren.
- Sadie Kwaker (Engels: Sadie Croaker): Ze is een oude vrouw met cataract in haar linkeroog. Ze heeft koerupsen die ze dagelijks melkt. Ze heeft een spin als huisdier genaamd Archie. Ze heeft een mysterieus verleden als een spionne en daardoor vele vijanden gemaakt. Ze is ook de enige in het dorp die Sprig niet mag omdat ze hem te aardig en vrolijk vindt.
- Felicia Zonnedauw (Engels: Felicia Sundew): Ze heeft een winkel waar ze onder andere thee en mestkeverscones verkoopt. Ze is de moeder van Ivy en de dochter van Sylvia.
- Sylvia Zonnedauw: Ze is de vriendin van Hop-Pop en de moeder van Felicia.
- Ivy Zonnedauw: Een geel kikkermeisje en eerst een goede vriend van Sprig, waar hij later verliefd op wordt. De gevoelens blijken wederzijds en vanaf het tweede seizoen zijn ze in een relatie. Ze is erg stoer en sportief en belaagd graag mensen met een hinderlaag. Ze is vriendelijk, stoer en avontuurlijk.
- Leopold Loggle: Deze axolotl is de smid van het dorp en heeft een winkel met houdwerk. Hij was vroeger een metaalsmid, maar door een ongeluk raakte zijn stembanden beschadigd waardoor hij steeds pauzeert in het midden van een zin.
- Albus Eenderd (Engels: Albus Duckweed): Deze salamander treedt op als ceremoniemeester en voedselcriticus.
- Stompie (Engels: Stumpy): Hij is de kok en ober van een restaurant. Hij heeft omwisselbare prothetische handen. Anne gaf hem Thaise gerechten en hielp hem het restaurant te verbeteren.
- Maddie Bloem: Ze is de voormalige verloofde van Sprig nadat Anne een deal sloot met haar vader. Ze breken het echter af wanneer Sprig hier de moed voor heeft verzameld en ze vindt dit prima, ze is liever gewoon vrienden met hem. Ze ziet er eng uit en beoefent hekserij, maar schijn bedriegt: ze is eigenlijk heel zachtaardig en gebruikt haar magie alleen voor goede dingen.

#### Inwoners van de Paddentoren
- Kapitein Grime: Hij is een kwaadaardige, eenogige pad die heerst over de Paddentoren. Hij leert van Sasha dat zijn soldaten beter naar hem luisteren als hij vriendelijk tegen ze is. Hij mist een oog en heerst met ijzeren vuist over de kikkers. Wanneer hij door de kikkers van Wartwood wordt verslagen leid hij een teruggetrokken bestaan met Sasha en schuilt hij zich voor de autoriteiten van Newtopia die hem willen arresteren vanwege zijn falen de kikkers onder controle te houden. Hij besluit echter een nieuw leger op te bouwen en een aanval op Newtopia voor te bereiden om de koning af te zetten.
- Sasha Waybright: Ze is een voormalige vriendin van Anne. Ze kwam ook in Amphibia terecht en werd gevangen genomen door Grime. Nadat ze hem redden van een reiger wordt ze benoemt tot zijn nieuwe luitenant en worden de twee goede vrienden. Sasha is een populair figuur op haar wereld die veel voor elkaar krijgt door te liegen en manipuleren. Ze kan er niet tegen om tegen gesproken te worden.
- Zomp (Engels: Bog): Hij is een meedogenloze paddensoldaat die belastingen heft en een grote hamer hanteert.
- Ven (Engels: Fens): Ze is een agressieve paddensoldaat die vecht met een kanabō.
- Slijk (Engels: Mire): Hij is een paddensoldaat in een harnas. Hij praat nooit.
- Percy: Hij is een vriendelijke paddensoldaat die ervan droomt om een nar te worden. In de aflevering "Barrels Strijdhamer" heeft hij het paddenleger  verlaten.

#### Inwoners van Newtopia
- Marcy Wu: Zij is de andere vriendin van Anne en Sasha. Zij is terecht gekomen in Newtopia alwaar ze een eervolle commandant in het leger is geworden en vertrouweling van de koning van Amphibia. Ze is erg onhandig, enthousiast en energiek en is dol op videospellen en puzzels. Ze is intelligenter dan Anne en vriendelijker en betrouwbaarder dan Sasha.
- Koning Andrias: Een reusachtige watersalamander en de koning van Amphibia, die in het paleis van Newtopia woont.
- Vrouw Olivia: Een elegant watersalamander en hofdame van koning Andrias. Ze is erg tolerant tegenover vreemden, maar erg van de etiquette en gesteld op netheid.
- Sal: Een oude vriend van Hop-Pop die ooit in Wartwood woonde maar verhuisde naar Newtopia om daar zijn droom uit te laten komen; een broodjeszaak beginnen. Dit flopte echter. Het enige wat populair was, was zijn geheime saus. Hij besluit om de oude tradities te laten varen en zijn saus massaal te produceren en te verkopen in zijn eigen fabriek.
- Generaal Yunan: Een vrouwelijke generaal in het leger van Newtopia. Ze vertelt aan iedereen met trots dat zij de jongste generaal ooit in de geschiedenis van het leger is en heeft vele gevechten gewonnen en medailles gekregen. Ze heeft de opdracht gekregen vanuit de hoofdstad om Grime te arresteren nadat hij was gefaald de kikkervallei onder controleren te houden.

#### Overige personages
- Frobo: Anne en Sprig vinden buiten de vallei een verlaten fabriek. Sprig activeert de lopende band en deze produceert een grote robot. Nadat Anne en Sprig de fabriek verlaten, zonder te weten dat de robot gemaakt is, achtervolgt de robot de familie op hun reis naar Newtopia. Eenmaal in Newtopia aangekomen begraaft hij zichzelf in de grond tot de familie weer terug reist naar Wartwood. Het is onbekend wat zijn doel is of waarom hij ze achtervolgt.
- De Curator: Deze kikker is de uitbater van een raadselschuur in een van de dorpen buiten de vallei. Hij heeft diverse vreemde spullen, waaronder spullen uit Anne's wereld, die hij tentoonstelt in een museum. Veel van zijn collectie bestaat uit vreemde, enge wezens die hij gevangen heeft in was. Hij probeert Anne ook te vangen en in Was te stoppen om haar tentoon te stellen. De curator is in feite een kwade, alternatieve versie van Stan Pines, een personage uit de Disney serie Gravity Falls. Beide dragen dezelfde kleren, hebben een raadselschuur met mysterieuze objecten en worden bijgestaan door een hulp met de naam Soos.

## Originele stemmen
- Brenda Song - Anne
- Justin Felbinger - Sprig
- Bill Farmer - Hop Pop
- Stephen Root - Mayor Toadstool
- Amanda Leighton - Polly Plantar
- Katie Crown - Ivy
- James Patrick Stuart - One-Eyed Wally
- Anna Akana - Sasha
- Troy Baker - Captain Grime
- Fred Tatasciore - Soggy Joe
- John DiMaggio - Stumpy
- Kevin McDonald - Albus Duckweed

## Nederlandse stemmen
- Lottie Hellingman - Anne
- Thijs Overpelt - Sprig
- Fleur van de Water - Polly
- Lucas Dietens - Hop Pop
- Isabel Commandeur - Sasha Waybright
- Iris Bakker - Marcy
- Marcel Jonker - Kapitein Grime
- Ruben Lürsen - Koning Andreas
- Simon Zwiers - Burgemeester Paddenstoel
- Relinde de Graaff - Ivy
- Joey Schalker - Wally
- Florus van Rooijen - Albus Eenders
- Stan Limburg - Drassige Joe en Stumpy
- Ine Kuhr - Sylvia
- Ewout Eggink - Monroe
- Pepijn Koolen - Barry
- Florus van Rooijen - Gary de apotheker
- Jelle Amersfoort - Zomp
- Rutger Le Poole - Eenogige Wally

## Afleveringen

### Seizoen 1
1. Anne of beest? / Beste vrikkers (Anne or Beast? / Best Fronds)
2. Stokje steken / Vloed, zweet en tranen (Cane Crazy / Flood, Sweat and Tears)
3. Kookwedstrijd / Surveilleren (Hop Luck / Stakeout)
4. Het domino-effect / Even opladen (The Domino Effect / Taking Charge)
5. Anne gaat joyriden / Puistster (Anne Theft Auto / Breakout Star)
6. Sprig tegen Hop Pop / Meidendag (Sprig vs. Hop Pop / Girl Time)
7. Tijd om te daten / Anne gaat kamperen (Dating Season / Anne vs. Wild)
8. Besmettelijke Anne / Familiestruik (Contagi-Anne / Family Shrub)
9. Van het pad Thai / Plantars kramen het uit (Lily Pad Thai / Plantar's Last Stand)
10. Paddenbelasting / Uitbreken (Toad Tax / Prison Break)
11. Rupsbigdag / Hop Pops geluk (Grubhog Day / Hop Pop and Lock)
12. Burgerstrijd / Hop-Populair (Civil Wart / Hop-Popular)
13. Misdaad oplossen / Het dorpsarchief (Croak and Punishment / Trip to the Archives)
14. Winterdag / Mevrouw Kwaker kraken (Snow Day / Cracking Mrs. Croaker)
15. Een nachtje in een B&B / Wally en Anne (A Night at the Inn / Wally and Anne)
16. Familie-visuitje / Bizarre bazaar (Family Fishing Trip / Bizarre Bazaar)
17. Vervloekt! / Sprig op viool (Cursed / Fiddle Me This)
18. De grote insectbalwedstrijd / Gevechtstraining (The Big Bugball Game / Combat Camp)
19. Kinderen van de sporen / Anne van het jaar (Children of the Spore / Anne of the Year)
20. Herenigd (Reunion)

### Seizoen 2
1. Handige Anne / Eindelijk op weg (Handy Anne / Fort in the Road)
2. De ballade van Hopediah Plantar / Anne de jager (The ballad of Hopediah Plantar / Anne Hunter)
3. Trucker Polly / Een droomkaravaan (Truck Stop Polly / A Caravan Named Desire)
4. Ruziezoekers-bergpas / Paddenvanger (Quarreler's Pass / Toadcatcher)
5. Moeras en gevoeligheid / Wassen museum (Swamp and Sensibility / Wax Museum)
6. Marcy staat voor de poort (Marcy at the Gates)
7. De speurtocht / De Plantars melden zich (Scavenger Hunt / The Plantars Check In)
8. Verdwaald in Nieuwtopia / Sprig gaat studeren (Lost in Newtopia / Sprig Gets Schooled)
9. Kleine kikkerstad / Winkelen met Hop (Little Frogtown / Hopping Mall)
10. Het logeerpartijtje om te stoppen met logeren / Een dag bij het aquarium (The Sleepover to End All Sleepovers / A Day in the Aquarium)
11. Ingesloten! (The Shut-in!)
12. Nachtrijders / De terugkeer in Wartwood (Night Drivers / Return to Wartwood)
13. Ivy loopt weg / Na de regen (Ivy on the Run / After the Rain).
14. De eerste tempel (The First Temple)
15. Het nieuwe dorp / Is Krobo een vriend? (New Wartwood / Friend or Frobo?)
16. Pad naar bezinning / Maddie & Marcy (Toad to Redemption / Maddie & Marcy)
17. De tweede tempel / Barrels strijdbijl (The Second Temple / Barrel's Warhammer)
18. Bessie en de MicroAngelo / De derde tempel (Bessie & MicroAngelo / The Third Temple)
19. Het etentje / Bandwedstrijd (The Dinner / Battle of the Bands)
20. Ware gezicht (True Colors)

### Seizoen 3
1. TBA (The New Normal)
2. TBA (Hop 'Til You Drop / Turning Point)
3. TBA (Thai Feud / Adventures in Catsitting)
4. TBA (Fight at the Museum / Temple Frogs)
5. TBA (Fixing Frobo / Anne-sterminator)
6. TBA (Mr. X / Sprig's Birthday)
7. TBA (Spider-Sprig / Olivia & Yunan)
8. TBA (Hollywood Hop Pop / If You Give a Frog a Cookie)
9. TBA (Froggy Little Christmas)
10. TBA (Escape to Amphibia)
11. TBA (Commander Anne / Sprivy)
12. TBA (Sasha's Angels / Olm Town Road)
13. TBA (Mother of Olms / Grime's Pupil)
14. TBA (The Root of Evil / The Core & the King)
15. TBA (Newts in Tights / Fight or Flight)
16. TBA (The Three Armies / The Beginning of the End)
17. TBA (All In)
18. TBA (The Hardest Thing)

### Specials
1. No Signal
2. Whack-A-Mole
3. Scenic Route
4. Hop Popcorn
5. Cattail Catastrophe
6. Rhino Beetle
7. Killer Tomatoes
8. Kitty
9. Praying Mantis
10. Mantis Bowling
11. Quit Bugging Me
12. Bird Attack
13. Bucket Blues
14. Family Photo
15. Quicksand